# Colotis doubledayi
Colotis doubledayi är en fjärilsart som först beskrevs av Carl Heinrich Hopffer 1862.  Colotis doubledayi ingår i släktet Colotis och familjen vitfjärilar. Inga underarter finns listade i Catalogue of Life.